# Antonio Azuara
Antonio Azuara Sarmiento (Motoltepec, Veracruz 1886 - Huejutla, Hidalgo; 9 de mayo de 1934) fue un militar y político mexicano destacado por su papel en la consolidación del poder político en Hidalgo durante la Revolución Mexicana y el periodo posrevolucionario. Como miembro destacado de una de las familias más influyentes de la Huasteca, junto a sus hermanos Amado y Jesús Azuara, contribuyó significativamente al desarrollo regional en las primeras décadas del siglo XX.

## Primeros años y contexto familiar
Nacido en Motoltepec, Veracruz, en 1886, Antonio creció en el seno de una familia con sólida influencia política y económica. Desde joven, estuvo involucrado en los asuntos locales, lo que lo preparó para participar activamente en la Revolución Mexicana.

## Carrera militar y política
Antonio Azuara Sarmiento se unió al constitucionalismo en Hidalgo en 1913, demostrando su fidelidad a Venustiano Carranza durante la Revolución Mexicana. En 1915, bajo las órdenes de Pablo González Garza, participó en combates contra el villismo, destacándose especialmente en la recuperación de Tulancingo en agosto. Este éxito le permitió ascender al rango de general y consolidar su liderazgo político y militar en la región de la Huasteca.
En 1920, Azuara apoyó el Plan de Agua Prieta, una acción que marcó un cambio en sus alianzas al respaldar a Álvaro Obregón. En 1921, asumió el cargo de jefe de las fuerzas armadas del estado de Hidalgo, contribuyendo a la estabilidad política y militar en un periodo caracterizado por tensiones internas y movimientos de rebelión.
Posteriormente, del 2 de noviembre de 1923 al 31 de marzo de 1925, Antonio Azuara se desempeñó como gobernador interino de Hidalgo, sucediendo a su hermano Amado tras su fallecimiento en un accidente automovilístico. Durante su mandato, promulgó el Decreto de la Ley Agraria de Hidalgo, con el objetivo de fomentar la pequeña propiedad y promover el desarrollo rural en el estado.

## Vida personal
Antonio Azuara contrajo matrimonio por primera vez con Aurora Cerecedo Vélez, con quien tuvo dos hijos: Mireya Azuara Cerecedo y Jesús Azuara Cerecedo. Posteriormente, contrajo matrimonio con Eloisa Guillermina Vargas, con quien también tuvo dos hijos: Florencia Azuara Vargas y Ruperto Antonio Azuara Vargas.

## Legado
Antonio Azuara falleció el 9 de mayo de 1934 en Huejutla. En sus últimos años, también participó en intentos por derrocar a Plutarco Elías Calles, lo que reflejó su continuo involucramiento en las tensiones políticas de la época. Su legado incluye contribuciones importantes al desarrollo local, especialmente su liderazgo militar, político y las reformas agrarias que implementó durante su administración. Fue reconocido oficialmente como "Veterano de la Revolución", cerrando el capítulo de una de las familias más influyentes de la Huasteca hidalguense en la primera mitad del siglo XX.